# Dino (певец)
Dino (наст. имя — Дин Эспозито (англ. Dean Esposito); род. 20 июля 1963, Лос-Анджелес, Калифорния, США) — американский певец и диджей.

## Биография
Эспозито родился в Лос-Анджелесе  в семье Френка и Френсис Эспозито (Frank, Francis Esposito) и в дальнейшем семья переехала на Гавайи, затем в Коннектикут и поселилась в Лас-Вегасе, где его отец стал владельцем ресторана. Здесь Дин начал развивать свои музыкальные интересы и учился на коммуникационном факультете в университете Невады, Лас-Вегас.
После получения бакалавра он стал программным директором и ди-джеем на радиостанции своего колледжа, а затем перешел работать на крупную музыкальную станцию KCEP в Лас-Вегасе, где в итоге стал программным директором. Параллельно он также работал ди-джеем в местном клубе.
Дин начал свою карьеру певца в группе Esquire, а затем перешел на сольную деятельность. Его первый сингл "Summergirls" был выпущен в 1987 году на независимом лейбле LD Records. В 1988 году он подписал контракт с 4th & B'way / Island / PolyGram Records и переиздал свой дебютный сингл. Его дебютный альбом "24/7" вышел в 1989 году и содержал успешные синглы "24/7", "I Like It", "Sunshine" и "Never 2 Much of U". Он также выпустил сингл "In the City" в формате 12-дюймового сингла для клубов. В то время он выступал в тематических парках и разогревал для таких артистов, как Sweet Sensation и Linear. В 1990 году вышел второй альбом "Swingin'", а в 1993 году третий альбом "The Way I Am", в котором он последний раз попал в топ-40 с кавером на песню "Ooh Child". После того, как его сольная карьера пошла на убыль, он стал продюсировать и писать песни для других артистов.

## Дискография

### Альбомы
- 24/7
- Swingin'
- The Way I Am